# IPad mini (1re génération)
L'iPad Mini (stylisé en iPad mini), également appelé iPad Mini 1, est la première génération, de la tablette tactile de petite taille créée, développée et commercialisée par Apple. Il est annoncé le 23 octobre 2012 comme le quatrième produit majeur de la gamme iPad et le premier de la gamme iPad Mini. Elle est dotée d'un écran de taille de 7,9 pouces, par rapport à l'écran de 9,7 pouces des autres iPads. Ses spécifications ressemblent à celles de l'iPad 2, y compris la résolution de l'écran.
La tablette reçoit des critiques positives, les avis étant élogieux sur la taille, son design et la disponibilité des applications. En revanche, les avis divergent sur l'utilisation d'un connecteur d'alimentation spécifique, l'absence d'espace de stockage extensible, la puissance insuffisante de la puce Apple A5 avec 512 Mo de mémoire vive et l'absence d'écran Retina.

## Histoire
Le 16 octobre 2012, Apple annonce un événement pour la presse prévu le 23 octobre à San Jose, en Californie. Le jour de l'événement, Tim Cook, PDG de la société, présente une nouvelle version du MacBook tel que le MacBook Pro, Mac mini et iMac, avant l'iPad Mini et l'iPad 4. L'iPad mini est commercialisé le 2 novembre 2012. Le prix de vente aux États-Unis est de 329 dollars pour le modèle de 16 Go, en France son prix est de 339 euros,. Après presque 3 ans, le 19 juin 2015, l'appareil est arrêté.

## Conception
Quatre boutons et un commutateur se trouvent sur la tablette, dont un bouton home près de l'écran qui renvoie l'utilisateur à l'écran d'accueil, et trois boutons en aluminium ; bouton power et volume haut et bas, plus un commutateur dont le fonctionnement consiste au mode silencieux/sonnerie. L'appareil reprend en partie le matériel de l'iPad 2. Les deux écrans ont une résolution de 1 024 ppp x768 ppp, mais l'iPad Mini a un écran plus petit et donc une densité de pixels plus élevée que son successeur. 

## Logiciel
L'iPad Mini est fourni avec iOS 6. Il peut faire office de borne d'accès internet avec quelques opérateurs, en partageant sa connexion par Wi-Fi, Bluetooth ou USB, et accéder à l'App Store, une plateforme de distribution d'applications numériques pour iOS, développée par Apple. L'App Store permet d'accéder à GarageBand, iMovie, iPhoto et aux applications iWork (Pages, Keynote et Numbers). La tablette est livrée avec plusieurs applications préinstallées, dont Siri, Safari, Mail, Photos, iTunes, App Store, Plans, Notes, Calendrier, Game Center, Photo Booth et Contacts. L'appareil dispose d'une application Livres en option, qui affiche les livres et autres contenus au format ePub. 
Le 17 septembre 2014, iOS 8 est disponible sur tous les appareils Apple. Cependant, certaines fonctionnalités plus récentes du logiciel ne sont pas prises en charge sur la tablette en raison de sa vétusté. L'industrie anticipe l'arrêt des mises à jour d'iOS pour l'iPad Mini, mais cette décision suscite des critiques, car l'appareil est resté en vente jusqu'en juin 2015 et la prise en charge a cessé en juin 2016.

## Accessoires
Apple propose divers accessoires, notamment un clavier, des écouteurs et des adaptateurs pour le connecteur Lightning.

## Accueil critique
Les avis sur l'iPad Mini sont positifs, les utilisateurs appréciant la taille, le design et la disponibilité des applications, mais critiquant l'utilisation d'un connecteur d'alimentation spécifique, l'absence d'espace de stockage extensible et d'écran Retina,,.